# John Anthony Rawsthorne
John Anthony Rawsthorne (Crosby, 12 de novembro de 1936) é um ministro católico romano inglês e bispo emérito de Hallam.

## Biografia
John Rawsthorne foi ordenado sacerdote pela Arquidiocese de Liverpool em 16 de junho de 1962, no St. Joseph's College em Upholland, pelo Arcebispo John Carmel Heenan.
O Papa João Paulo II o nomeou Bispo Auxiliar de Liverpool e Bispo Titular de Rotdon em 9 de novembro de 1981. O arcebispo de Liverpool, Derek Worlock, consagrou-o bispo em 16 de dezembro do mesmo ano, na Catedral de Cristo Rei; os co-consagradores foram os bispos auxiliares de Liverpool, Kevin O'Connor e Anthony Hitchen.
Em 4 de julho de 1997 foi nomeado Bispo de Hallam. Foi presidente do Comitê de Pastoral dos Surdos, ex-presidente da Agência Católica para o Desenvolvimento Ultramarino (CAFOD) e foi membro do Departamento de Assuntos Internacionais da Conferência Episcopal.
O Papa Francisco concedeu seu pedido de aposentadoria em 20 de maio de 2014 e nomeou Ralph Heskett CSsR, anteriormente Bispo de Gibraltar, como seu sucessor.